# Dirka po Španiji 1961
Dirka po Španiji 1961 (špansko Vuelta a España 1961) je 16. izvedba dirke po Španiji, tritedenske moške cestne kolesarske etapne dirke. Začela se je 26. aprila v San Sebastián u in končala 11. maja v Bilbau. Sodelovalo je 100 kolesarjev iz 10-ih ekip. Rumeno majico je prvič osvojil Angelino Soler (Faema), drugo mesto François Mahé (Francija), tretje pa José Pérez Francés (Ferrys). Modro majico je osvojil Antonio Suárez (Faema), zeleno majico Antonio Karmany (Kas–Royal Asport), rdečo majico pa Vicente Iturat (Catigene).

## Ekipe
- Catigene
- Faema
- Ferrys
- Francija
- Groene Leeuw–SAS–Sinalco
- Kas–Royal Asport
- Licor 43
- Nizozemska
- Philco
- Portugalska

## Etape
| Etapa | Datum     | Štart/Cilj                    | Razdalja  | Tip       | Tip                  | Zmagovalec               |
| ----- | --------- | ----------------------------- | --------- | --------- | -------------------- | ------------------------ |
| 1a    | 26. april | San Sebastián – San Sebastián | 10.5 km   |           | ekipni kronometer    | Faema                    |
| 1b    | 26. april | San Sebastián – Pamplona      | 91 km     |           |                      | Marcel Rohrbach (FRA)    |
| 2     | 27. april | Pamplona – Pamplona           | 174 km    |           |                      | François Mahé (FRA)      |
| 3     | 28. april | Pamplona – Huesca             | 174 km    |           |                      | Vicente Iturat (ESP)     |
| 4     | 29. april | Binéfar – Barcelona           | 199 km    |           |                      | Marcel Seynaeve (BEL)    |
| 5     | 30. april | Barcelona – Tortosa           | 185 km    |           |                      | Jesús Galdeano (ESP)     |
| 6     | 1. maj    | Tortosa – Valencia            | 188 km    |           |                      | Angelino Soler (ESP)     |
| 7     | 2. maj    | Valencia – Benidorm           | 141 km    |           |                      | René Van Meenen (BEL)    |
| 8     | 3. maj    | Benidorm – Albacete           | 211 km    |           |                      | José Pérez Francés (ESP) |
| 9     | 4. maj    | Albacete – Madrid             | 198 km    |           |                      | Alves Barbosa (POR)      |
| 10    | 5. maj    | Madrid – Madrid               | 195 km    |           |                      | Luis Otaño (ESP)         |
| 11    | 6. maj    | Madrid – Valladolid           | 189 km    |           |                      | Arthur Decabooter (BEL)  |
| 12    | 7. maj    | Valladolid – Palencia         | 48 km     |           | posamični kronometer | Antonio Suárez (ESP)     |
| 13    | 8. maj    | Palencia – Santander          | 220 km    |           |                      | Francisco Moreno (ESP)   |
| 14    | 9. maj    | Santander – Vitoria           | 235 km    |           |                      | François Mahé (FRA)      |
| 15    | 10. maj   | Vitoria – Bilbao              | 179 km    |           |                      | Antonio Karmany (ESP)    |
| 16    | 11. maj   | Bilbao – Bilbao               | 159 km    |           |                      | Gabriel Company (ESP)    |
|       | Skupaj    | Skupaj                        | 2856.5 km | 2856.5 km | 2856.5 km            | 2856.5 km                |

## Končna razvrstitev
| Legenda | Legenda                                    | Legenda | Legenda                          |
| ------- | ------------------------------------------ | ------- | -------------------------------- |
|         | Predstavlja vodilnega v skupnem seštevku   |         | Predstavlja vodilnega po točkah  |
|         | Predstavlja vodilnega v gorski razvrstitvi |         | Predstavlja vodilnega v šprintih |

### Rumena majica
| Poz. | Kolesar                 | Ekipa                    | Čas         |
| ---- | ----------------------- | ------------------------ | ----------- |
| 1    | Angelino Soler          | Faema                    | 77h 36' 17" |
| 2    | François Mahé           | Francija                 | + 51"       |
| 3    | José Pérez Francés      | Ferrys                   | + 2' 23"    |
| 4    | Antonio Suárez          | Faema                    | + 2' 47"    |
| 5    | Antonio Gómez del Moral | Faema                    | + 3' 13"    |
| 6    | Vicente Iturat          | Catigene                 | + 5' 29"    |
| 7    | Fernando Manzaneque     | Licor 43                 | + 5' 47"    |
| 8    | Antonio Karmany         | Kas–Royal Asport         | + 6' 07"    |
| 9    | Carmelo Morales         | Licor 43                 | + 7' 39"    |
| 10   | Jesús Loroño            | Ferrys                   | + 7' 47"    |
| 11   | Andre Messelis          | Groene Leeuw–SAS–Sinalco |             |
| 12   | Miguel Pacheco Font     | Licor 43                 |             |
| 13   | Arturo Sabbadin         | Philco                   |             |
| 14   | Salvador Botella        | Faema                    |             |
| 15   | Juan Campillo           | Kas–Royal Asport         |             |
| 16   | Rene Marigil            | Licor 43                 |             |
| 17   | Jan Adriaensens         | Groene Leeuw–SAS–Sinalco |             |
| 18   | Antonio Barbosa         | Portugalska              |             |
| 19   | Marcel Seynaeve         | Groene Leeuw–SAS–Sinalco |             |
| 20   | Ángel Guardiola         | Licor 43                 |             |
| 21   | Luis Otaño              | Licor 43                 |             |
| 22   | Antonio Jiménez         | Kas–Royal Asport         |             |
| 23   | Jef Lahaye              | Groene Leeuw–SAS–Sinalco |             |
| 24   | Jose Sousa Cardoso      | Portugalska              |             |
| 25   | Jesús Galdeano          | Faema                    |             |